# Parafia Nawiedzenia Najświętszej Maryi Panny w Garbatce
Parafia Nawiedzenia Najświętszej Maryi Panny – rzymskokatolicka parafia w Garbatce-Letnisko, należąca do dekanatu czarnoleskiego w diecezji radomskiej.

## Historia
Parafia została erygowana 22 lutego 1932 przez bp. Włodzimierza Jasińskiego.
Do parafii należą: Garbatka-Letnisko, Garbatka Długa, Molendy, Ponikwa. 
Kościół parafialny murowany według projektu arch. Tadeusza Witkowskiego z Lublina, zbudowany został w latach 1948–1971 staraniem ks. Józefa Kuropieski. Konsekracja świątyni odbyła się 1 lipca 1979, a dokonał jej bp Walenty Wójcik. Kościół jest murowany z czerwonej cegły, jednonawowy. Odnowienia świątyni i zmiany jej wystroju dokonał ks. Stanisław Mnich z wiernymi.

## Proboszczowie
- 1932–1942 – ks. Wincenty Wojtaśkiewicz
- 1942–1971 – ks. Józef Kuropieska
- 1971–1990 – ks. Stanisław Podgórski
- 1990–2008 – ks. prał. Stanisław Mnich
- od 2008 – ks. kan. Augustyn Rymarczyk